# Verraten – Eine Frau auf der Flucht
Verraten – Eine Frau auf der Flucht (Originaltitel: Sweet Deception) ist ein US-amerikanischer Thriller aus dem Jahr 1998. Regie führte Timothy Bond, das Drehbuch schrieb Joelle Harris.

## Handlung
Risa Gallagher arbeitet als Sekretärin und heiratet einen vermögenden Anwalt. Ihr Ehemann betrügt sie und veruntreut gemeinsam mit seinem Geschäftspartner Brett Newcomb eine große Geldsumme.
Gallagher wird nach dem Tod ihres Mannes beschuldigt, ihn ermordet zu haben. Die Frau wird zu einer lebenslangen Haftstrafe verurteilt. Sie flieht aus dem Gefängnis und taucht bei Freunden unter. Gallagher sucht die Drahtzieher der Intrige, der sie zum Opfer gefallen ist. Währenddessen wird sie von der Polizei gesucht. Der Polizeiermittler Molloy hat zunehmend Zweifel an ihrer Schuld.

## Kritiken
Die Zeitschrift film-dienst schrieb, Verraten – Eine Frau auf der Flucht sei ein „Kriminalfilm um falsche und wahre Freunde sowie den Kampf einer Frau um Gerechtigkeit“.
Die Zeitschrift TV Spielfilm bezeichnete den Thriller als  „schwacher Aufguss einer Erfolgsserie“, die „nur wegen der Fernsehstars sehenswert“ sei.

## Hintergründe
Die Erstveröffentlichung in den USA fand am 2. August 1998 statt. Der Film wurde in Island und in Neuseeland direkt auf Video veröffentlicht.